# Scopula discata
Scopula discata är en fjärilsart som beskrevs av W. Warren 1897. Scopula discata ingår i släktet Scopula och familjen mätare. Inga underarter finns listade.